# San Lorenzo (canton)
Pour les articles homonymes, voir San Lorenzo.
San Lorenzo est un canton d'Équateur situé dans la province d'Esmeraldas.

## Personnalités liées
- Jackson Porozo, footballeur équatorien y est né en 2000